# کاهش اکسیژن خون
کاهش اکسیژن خون یا هیپوکسمیا (Hypoxemia) به کاهش غیرطبیعی اکسیژن در خون گفته می‌شود. و به شکل خاص تر به کمبود اکسیژن در سرخرگ‌ها گفته می‌شود. هیپوکسمیا می‌تواند علل مختلفی داشته باشد از جمله اختلالات تنفسی.